# Martín Chirino

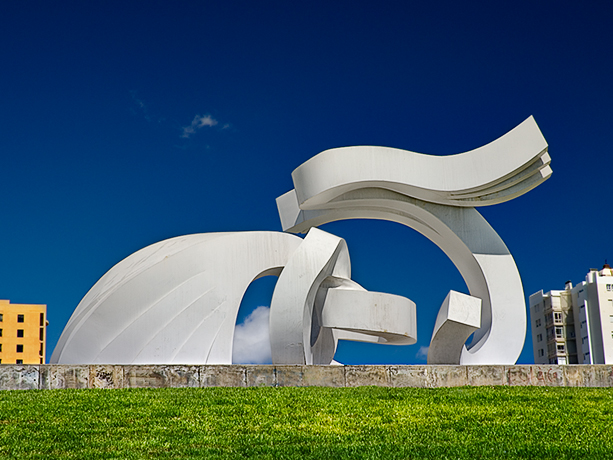
Lady Harimaguada (1996) in Las Palmas de Gran Canaria

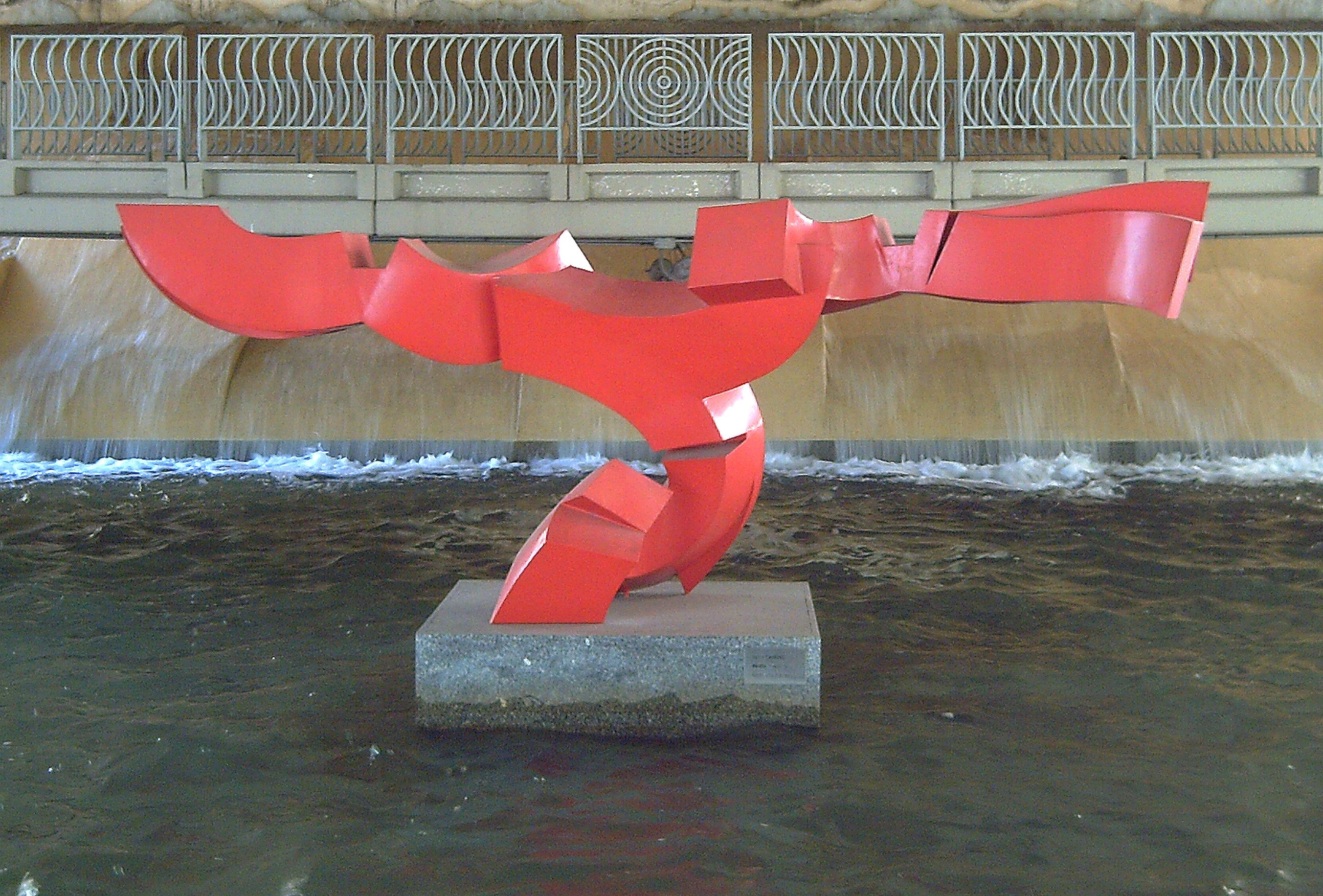
Mediterránea (1972) im Museo de Escultura al Aire Libre (Madrid)

Martín Chirino López (* 1. März 1925 in Las Palmas de Gran Canaria; † 11. März 2019 in Madrid) war ein spanischer Bildhauer und Gründungsmitglied der Gruppe El Paso. Chirino arbeitete hauptsächlich mit Eisen, und sein Werk kann in die abstrakte Kunst eingeordnet werden. Seine Skulpturen zeichnen sich einerseits durch das Fehlen erzählerischer Komponenten von Expressivität, andererseits durch ihren formalen und symbolischen Reichtum aus.

## Leben und Werk
Chirino war das elfte Kind von zwölf Geschwistern. Sein Vater arbeitete auf einer Werft. Ab 1948 studierte Chirino an der Königlichen Akademie der Schönen Künste San Fernando (Real Academia de Bellas Artes de San Fernando), weil er ein Stipendium des Ministeriums für Volkserziehung bekommen hatte. Zuvor hatte Chirino mit seinem Vater auf der Werft gearbeitet, wo er die Schmiede- und Gießerei-Techniken erlernte. Gleichzeitig fing er an, autodidaktisch mit Holz zu arbeiten.
1952 reiste er nach Paris und im darauf folgenden Jahr nach Italien. Nach der Rückkehr auf die Kanarischen Inseln studierte Chirino mit seinem Freund Manolo Millares die Inschriften der kanarischen Ureinwohner (Guanchen). Dadurch inspiriert begann er eine Serie mit dem Namen Reinas negras (Schwarzen Königinnen). 1956 zog Chirino nach London, wo er seine künstlerische Ausbildung beendete.
1957 gründete er die Künstlergruppe El Paso zusammen mit anderen Künstlern wie Antonio Saura, Pablo Serrano und Luis Feito. Chirino hatte großes Interesse für die afrikanische Kunst und die Kunst der Aborigines. Bevorzugt verwendete er geschmiedetes Eisen, so etwa in seiner Serie von 1960 El viento (Der Wind). Die Spirale wird darin zum Sinnbild von Spannung, Kraft und Bewegung, ein Thema, das er in den sechziger Jahren mit den Werken Aerovos (durchgehende Spiralen auf horizontaler Ebene) und Afrocán (ovale Formen mit vertikaler Orientierung) weiterführt. Seine Stelen aus den achtziger Jahren beleben von neuem den kanarischen Primitivismus und sind an der Einfachheit und Grenzenlosigkeit der Bildhauerei Constantin Brâncușis inspiriert.
Ab 1972 wohnte er wechselweise in den USA und in Spanien. Aus diesem Jahrzehnt stammen seine wichtigsten Serien: Mediterráneas, Ladies, Paisajes… Um 1980 näherte er sich dem Konstruktivismus an und schuf sein Werk Penetrecan. 1980 erhielt er den Nationalpreis für Plastische Kunst. Von 1983 bis 1990 war er Präsident der Stiftung des Círculo de Bellas Artes de Madrid und ab 1989 Direktor des Centro Atlántico de Arte Moderno de las Palmas de Gran Canaria.